# UEFA Champions League 2018-19
UEFA Champions League 2018-19 var den 64. sæson af Europas førende klubfodboldturnering arrangeret af UEFA, og den 27. sæson siden den blev omdøbt fra Mesterholdenes Europa Cup til UEFA Champions League.
Finalen blev spillet på Wanda Metropolitano i Madrid, Spanien. Vinderen af UEFA Champions League 2018-19, optjente retten til at spille mod vinderne af UEFA Europa League 2018-19 i UEFA Super Cup 2019. De blev også automatisk kvalificeret til gruppespillet i UEFA Champions League 2019-20, og men var allerede kvalificeret sig gennem deres liga, og derfor gik pladsen til mestrene fra Østrigske Bundesliga 2018-19, den 11-rangeret forbund i henhold til næste sæsons adgangsliste.
Liverpool F.C. spillede finalen mod Tottenham Hotspur F.C. og vandt 2-0.